# Baskisch

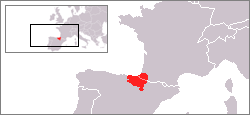
Ligging van het Baskisch taalgebied (Baskenland) in Europa

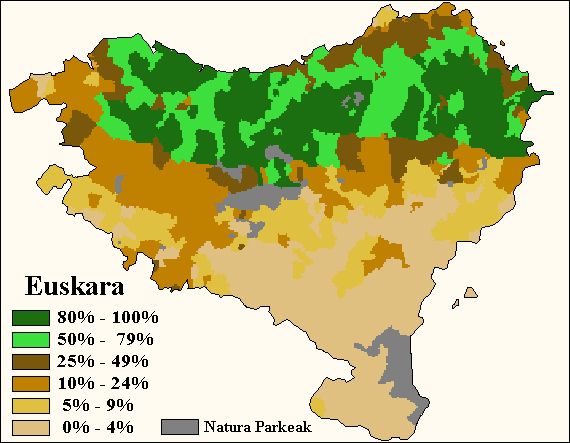
Aandeel Baskischsprekenden van de bevolking van Baskenland

Aandeel Baskischsprekenden in het Spaanse deel van Baskenland bij de Spaanse volkstelling van 2001

Dialectenkaart van het Baskisch

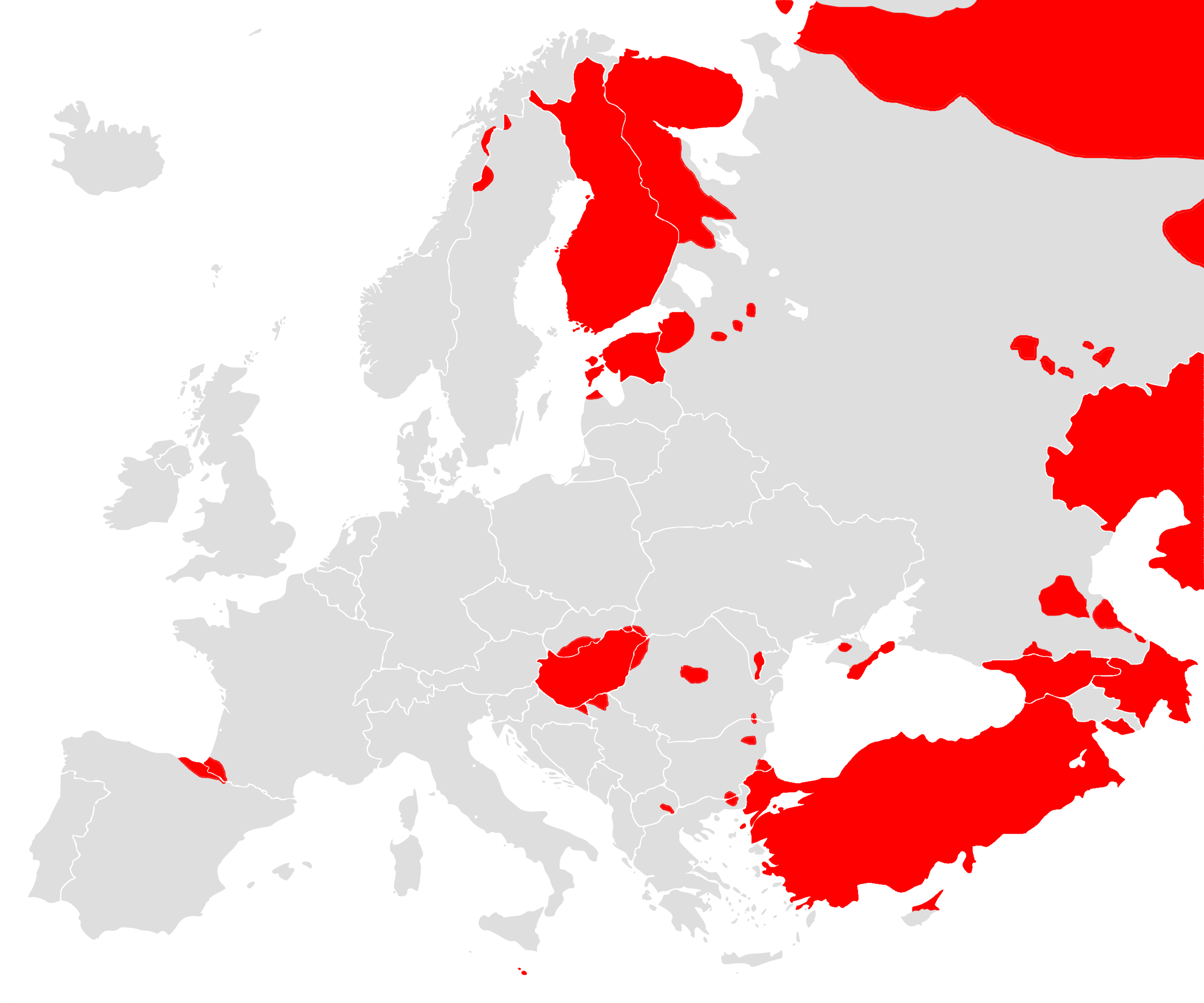
Verspreiding van niet-Indo-Europese talen in Europa

Het Baskisch (in het Baskisch: Euskara of Euskera) is een van de weinige niet-Indo-Europese talen van Europa. Het wordt gesproken in Baskenland, het Spaans-Franse grensgebied aan weerszijden van de westelijke Pyreneeën, en door emigranten uit dit gebied elders in de wereld. Het is de moedertaal van wereldwijd ongeveer 800.000 mensen. Daarvan wonen er 700.000 in Baskenland zelf, waar zij een kwart van de bevolking vormen. Het totale aantal mensen dat de taal actief of passief beheerst wordt geschat op bijna 2 miljoen.

## Taalcode
De Taalcode van het Baskisch is eu ofwel baq
ofwel eus (volgens ISO 639).

## Verband met andere talen
Zie ook: Pre-Indo-Europese talen
Wegens de grote verschillen tussen het Baskisch en alle bekende taalfamilies wordt het door de meeste historisch-vergelijkende linguïsten als een isolaat beschouwd.

### Theorieën over taalkundige verwantschap van het Baskisch
Geïsoleerde taal

Heden ten dage wordt het Baskisch nog steeds gekarakteriseerd als een geïsoleerde taal. Er is namelijk nog geen theorie die overtuigend aantoont dat het behoort tot een bepaalde taalgroep. Met uitzondering van het Aquitaans zijn er ook geen talen die met grote waarschijnlijkheid verwant zijn of zijn geweest aan het Baskisch.
De Iberische theorie
In de 19de eeuw poneerden Wilhelm von Humboldt en later Hugo Schuchardt de theorie dat het Baskisch verwantschap heeft met het Iberisch, een niet-Indo-Europese taal die gesproken werd door de voorgangers van de geromaniseerde Spanjaarden (6de eeuw voor tot 1ste eeuw n.Chr.), die eerst een Grieks schrift gebruikten en later een eigen schrift dat beïnvloed was door het Fenicische en Griekse schrift. Het schrift is gevonden op talrijke inscripties en munten in Spanje, op de Balearen en in Zuid-Frankrijk. Hoewel M. G. Moreno er in de periode 1922-'24 in is geslaagd om het schrift te ontcijferen, is nauwelijks te begrijpen wat de Iberische teksten betekenen. In het bijzonder het Baskisch was onbruikbaar bij de ontcijfering van de teksten, tegen de verwachtingen in, wat een verwantschap tussen het Iberisch en het Baskisch nog onwaarschijnlijker maakt. Woorden die overeenkomsten vertonen zoals het Baskische bizkar (rotswand), argi (helder), ilun (donker) en iri (stad) kunnen ook verklaard worden door de nauwe contacten tussen het Oud-Baskisch en het Iberisch. Toch zijn er nog steeds onderzoekers die de hypothese van een verwantschap tussen deze twee talen aanhangen.
Verwantschap met Afrikaanse talen
Sommige onderzoekers nemen aan dat het Baskisch verwant is aan een of andere Afrikaanse taalgroep. Onder andere de Berbertalen, een onderverdeling van de Afro-Aziatische taalgroep, de Songhai-taalgroep (hoewel deze groep zelf al omstreden is), en de Mandétalen, die tot de Niger-Congotalen behoren, komen in aanmerking. Geen enkele hypothese heeft echter tot resultaat geleid: ze zijn allemaal twijfelachtig.
De Kaukasische theorie
Deze theorie gaat ervan uit dat het Baskisch verwant is aan talen in de Kaukasus die niet behoren tot de Indo-Europese, Turkse of Semitische talen. De onderzoeker Georgij A. Klimov, die onderzoek heeft gedaan naar de Kaukasus, heeft echter kritiek geuit op de schrijvers van voornoemde theorie.
Enkele van de kritiekpunten zijn:
- Als men over Kaukasische talen spreekt, is nog niet duidelijk over welke taalgroep het precies gaat.
- Het Baskisch wordt vergeleken met moderne Kaukasische talen, maar niet met gereconstrueerde Kaukasische prototalen.
- Klankwetten tussen het Baskisch en Kaukasisch worden weinig gemaakt.
- Er wordt bij de vergelijking gebruikgemaakt van woorden die niet gebruikt werden en pas later in gebruik raakten, in de tijd dat het Baskisch en Kaukasisch lang van elkaar gescheiden zouden zijn geraakt (minstens 5000 jaar geleden).

De Dene-Kaukasische theorie
Deze theorie vindt haar oorsprong in 1984 bij Sergei Starostin.
De Amerikaanse linguïst John Bengtson heeft onderzoek gedaan naar een potentiële macro-Kaukasische groep. Het Baskisch zou volgens deze theorie behoren tot dezelfde taalfamilie als de Noord-Kaukasische talen, het Burushaski en het Ket (in het stroomgebied van de Siberische rivier de Jenisej). Vermoedelijk zijn dragers van de zogeheten cardiale cultuur, omstreeks 6000 jaar v.Chr., de overbrengers van het macro-Kaukasische taaleigen geweest vanuit Anatolië. Volgens de omstreden theorie van Bengtson zouden ze ook de oostkust van het Iberische schiereiland bereikt hebben; nadien duurde het nog enige eeuwen voordat de taal het woongebied van de huidige Basken ging omvatten. Deze theorie wordt nochtans door weinig onderzoekers aangehangen.
Er bestaan wel sterke aanwijzingen dat het Baskisch verwant is met het Aquitaans, een sinds de vroege middeleeuwen uitgestorven taal, waarvan weinig geschreven teksten bewaard zijn gebleven (slechts enkele votieven en grafstenen). Hierdoor is onduidelijk wat precies het verband tussen deze twee talen is; door sommigen wordt het Aquitaans enkel als een oudere vorm van het Baskisch gezien.

## Bijzondere taalkundige eigenschappen
Het Baskisch is een synthetische taal en wordt dus gekenmerkt door een sterk agglutinatieve morfologie (die bijvoorbeeld ook in het Hongaars en Turks voorkomt). Werkwoordsvormen kunnen bijvoorbeeld wel vier persoonsindexaties bevatten. Daarentegen kent het Baskisch geen grammaticale geslachten, anders dan de meeste Indo-Europese talen.
Vergeleken met andere Europese talen heeft het Baskisch de opmerkelijke eigenschap dat in transitieve zinnen het onderwerp een speciale naamval krijgt. Dit heet in de taalkunde de 'ergatieve naamval'.

## Verspreiding
Tegenwoordig wordt het Baskisch alleen gesproken in de noordelijke helft van Baskenland. Van de zeven provincies van Baskenland vallen er hierdoor vijf (bijna) volledig in het Baskisch taalgebied. Hier spreekt ongeveer de helft van de bevolking nog Baskisch. In het midden en zuiden van de provincie Navarra en het overgrote deel van de provincie Álava wordt weinig of geen Baskisch meer gesproken. In Baskenland als geheel bedraagt het aandeel Baskischtaligen ongeveer een kwart van de bevolking.

### Regionale verschillen
Bij de volkstelling van 2001 in Spanje vormde in de Baskische Autonome Regio (bestaande uit de drie provincies Álava, Biskaje en Gipuzkoa, waar ruim 71% van de bevolking van Baskenland woont) het Baskisch voor 20,0% van de bevolking de moedertaal. Nog eens 4,2% van de bevolking was tweetalig Baskisch-Spaans. Daarmee is voor ruim 458.000 inwoners in deze regio het Baskisch een moedertaal. De verschillen tussen de provincies zijn echter zeer groot: in Álava zijn er nauwelijks Baskischtaligen, terwijl in Gipuzkoa bijna de helft van de bevolking het Baskisch als (een) moedertaal heeft. Het aantal mensen dat thuis Baskisch spreekt is iets lager dan het aantal moedertaalsprekers, maar het aantal tweetaligen is weer hoger. Voor 13,6% van de bevolking is het Baskisch de thuistaal, voor 8,4% Baskisch en Spaans.
Dankzij de invoering van het Baskisch als onderwijstaal is de kennis van het Baskisch veel groter dan het aantal moedertaalsprekers: 32% van de bevolking beheerst het Baskisch volledig, 23% beheerst het enkel passief en 55% beheerst geen Baskisch. Ook hierin zijn regionale verschillen te zien: in Álava heeft bijna 60% geen enkele taalkennis van het Baskisch, terwijl in Gipuzkoa meer dan 50% het Baskisch volledig beheerst. Opmerkelijk is dat het percentage mensen dat Baskisch beheerst sinds de eerste vrije volkstelling in 1981 sterk gestegen is. Dit is vooral te danken aan de jeugd, die het Baskisch beter beheerst dan de ouderen van voor de Franco-dictatuur. 65% van de 5- tot 14-jarigen beheerst het Baskisch volledig en bijna een kwart passief, terwijl bij de 75-plussers bijna twee derde geen enkele kennis van het Baskisch heeft.
In Navarra (qua oppervlakte even groot als de Baskische Autonome Regio, maar met slechts 19% van de bevolking van Baskenland) is Baskisch de moedertaal van slechts 6,8% van de bevolking, terwijl 2,0% van de bevolking tweetalig is. Hier is het Baskisch als thuistaal minder populair: 5,4% spreekt alleen Baskisch thuis, 3,3% Baskisch en Spaans.
Een nog groter verschil met de Baskische Autonome Regio blijkt op vlak van de kennis van het Baskisch: 11,8% beheerst het Baskisch volledig, 9,1% beheerst het enkel passief en 79,1% heeft geen enkele kennis van het Baskisch. Dit is vooral te wijten aan het beleid van de Navarrese overheid, die in tegenstelling tot de Baskisch Autonome overheid geen moeite heeft gedaan om de kennis van het Baskisch te vergroten. Men heeft de provincie in drie taalzones ingedeeld - een Baskische, een gemengde en een Spaanse zone - en alleen in de noordelijke Baskische zone is het Baskisch een volwaardige officiële taal. In dit gebied, met 10% van de totale Navarrese bevolking, is het Baskisch de moedertaal van een nipte meerderheid van de bevolking, beheerst 60% de taal volledig en 15% passief. In de gemengde zone, waar 60% van de Navarrezen woont, is Baskisch de moedertaal van 5% van de bevolking en heeft 79% van de bevolking geen enkele kennis van het Baskisch. In de Spaanse zone spreekt 1% Baskisch als moedertaal en heeft bijna 94% geen enkele kennis van het Baskisch.
In het Franse deel van Baskenland is het Baskisch op geen enkele manier erkend. Toch behoort dit gebied volledig tot het Baskisch taalgebied en spreekt een aanzienlijk deel van de bevolking - naar schatting nog een derde van de bevolking - Baskisch als moedertaal. Het aantal Baskischtaligen en ook de kennis van het Baskisch lopen echter terug door gebrek aan erkenning en gebruik van de taal op school.
| Gebied                     | Inwoners    |          | Moedertaal (%) | Moedertaal (%) | Moedertaal (%) | Moedertaal (%) | Moedertaal (%) |           | Huistaal (%) | Huistaal (%) | Huistaal (%) | Huistaal (%) | Huistaal (%) |      | Taalkennis van Baskisch (%) | Taalkennis van Baskisch (%) | Taalkennis van Baskisch (%) |
|                            | 2001/1999   | Baskisch | Tweetalig      | Spaans         | Frans          | Andere         | Baskisch       | Tweetalig | Spaans       | Frans        | Andere       | Volledig     | Passief      | Geen |                             |                             |                             |
| Baskenland                 | ± 2.900.000 | 18       | 5              | 71             | 6              | -              |                |           |              |              |              | 27           | 19           | 54   |                             |                             |                             |
| Spaans deel van Baskenland | 2.638.416   | 17,3     | 3,7            | 77,1           | -              | 1,8            | 12,0           | 7,4       | 79,7         | -            | 0,9          | 28,0         | 20,2         | 51,8 |                             |                             |                             |
| *Baskische Autonome Regio  | 2.082.587   | 20,0     | 4,2            | 74,1           | -              | 1,8            | 13,6           | 8,4       | 77,2         | -            | 0,7          | 32,3         | 23,1         | 44,6 |                             |                             |                             |
| - Álava                    | 286.387     | 3,6      | 2,3            | 92,1           | -              | 1,9            | 1,9            | 3,5       | 93,6         | -            | 1,0          | 16,2         | 24,7         | 59,1 |                             |                             |                             |
| - Biskaje                  | 1.122.637   | 13,4     | 3,5            | 81,3           | -              | 1,8            | 8,6            | 6,3       | 84,4         | -            | 0,7          | 25,0         | 24,8         | 50,2 |                             |                             |                             |
| - Gipuzkoa                 | 673.563     | 37,8     | 6,1            | 54,4           | -              | 1,7            | 27,0           | 14,0      | 58,3         | -            | 0,6          | 51,5         | 19,7         | 28,8 |                             |                             |                             |
| *Navarra                   | 555.829     | 7,0      | 2,1            | 88,9           | -              | 2,1            | 5,6            | 3,4       | 89,4         | -            | 1,6          | 11,8         | 9,1          | 79,1 |                             |                             |                             |
| Frans deel van Baskenland  | 246.471     | 25       | 6              | -              | 69             | -              |                |           |              |              |              | 24           | 12           | 63   |                             |                             |                             |
| - Labourd                  | 205.000     | 20       | 5              | -              | 75             | -              |                |           |              |              |              | 19           | 14           | 57   |                             |                             |                             |
| - Neder-Navarra *          | 28.000      | 60       | 10             | -              | 30             | -              |                |           |              |              |              | 61           | 15           | 24   |                             |                             |                             |
| - Soule *                  | 13.471      | 60       | 10             | -              | 30             | -              |                |           |              |              |              | 61           | 15           | 24   |                             |                             |                             |

- Bron: volkstelling 2001 (Spaans deel), enquête Eustat (Frans deel)
- * Enquêtegegevens voor Neder-Navarra en Soule gezamenlijk

### Vroegere verspreiding
Vroeger moet de verspreiding veel groter geweest zijn. In Zaragoza (halverwege Baskenland en de provincie Barcelona) in Spanje is bijvoorbeeld een tweetalig tablet gevonden uit de 1e eeuw voor Christus, Latijn-Baskisch. Dit duidt erop dat het Baskisch ten tijde van het begin van de Romeinse overheersing in Spanje bekend genoeg was en dusdanig in gebruik, dat een tweetalige inscriptie gemaakt werd.
Tijdens de regering van dictator Francisco Franco was het Baskisch een verboden taal. Omdat het in die periode niet onderwezen is, is er een hele generatie Basken die de taal niet beheerst.

## Dialecten
Het Baskische taalgebied kenmerkt zich door een grote verscheidenheid. De tot voor kort gangbare dialectclassificatie stamt uit 1863 en is opgesteld door prins Lodewijk Lucien Bonaparte. De dialecten zijn:
- Biskaais
- Gipuzkoaans
- Labourdijns
- Westelijk Neder-Navarrees
- Oostelijk Neder-Navarrees
- Noordelijk Opper-Navarrees
- Zuidelijk Opper-Navarrees
- Souletijns

In 1998 is de taalkundige Koldo Zuazo tot een nieuwe indeling gekomen, gebaseerd op nieuw onderzoek (tussen haakjes de overeenkomstige dialecten in de indeling van L.L. Bonaparte):
- West-Baskisch (Biskaais)
- Midden-Baskisch (komt grotendeels overeen met het Gipuzkoaans)
- Navarrees (komt grotendeels overeen met beide Opper-Navarrese dialecten)
- Navarro-Labourdijns (komt grotendeels overeen met het Labourdijnse en beide Neder-Navarrese dialecten)
- Souletijns (Souletijns)
- Oost-Navarrees (het bijna uitgestorven Salazarees (onderdialect van het Oostelijk Neder-Navarrees) en het inmiddels uitgestorven Roncalees (onderdialect van het Souletijns))

Het West-Baskisch of Biskaais in het westen en het Souletijns in het oosten zijn zodanig afwijkend van de centrale dialecten, ook grammaticaal, dat sprekers van de centrale dialecten en het Standaardbaskisch zeer grote moeite hebben deze dialecten te verstaan.
Het Standaardbaskisch is een taal die voornamelijk is samengesteld uit de centrale dialecten, dus uit het Gipuzkoaans en het Labourdijns. Dit Standaardbaskisch, waarvan het gebruik in de media steeds meer de norm wordt, wordt het Euskara Batua ("Verenigd Baskisch") genoemd. De instantie die verantwoordelijk is voor de standaardisering van het Baskisch is de Koninklijke Academie van de Baskische taal (beter bekend onder de Baskische naam Euskaltzaindia), zetelend in Bilbao.
Het Baskisch is in de negentiende en in de eerste helft van de twintigste eeuw uitvoerig bestudeerd door Nederlandse onderzoekers als Willem Jan van Eys en C.C. Uhlenbeck. In 1996 heeft W.H. Jansen in eigen beheer een woordenboek Baskisch-Nederlands/Nederlands-Baskisch uitgegeven (oud ISBN 90-9010017-2). Dit telt circa 11.000 Baskische en 9000 Nederlandse trefwoorden.